# Casarano Calcio 1998-1999
Questa pagina raccoglie le informazioni riguardanti il Casarano Calcio nelle competizioni ufficiali della stagione 1998-1999.

## Rosa
| N. |                   | Ruolo | Calciatore             |
| -- | ----------------- | ----- | ---------------------- |
|    | Italia (bandiera) | D     | Marco Amato            |
|    | Italia (bandiera) | D     | Nicola Basile          |
|    | Italia (bandiera) | C     | Fausto Buccarello      |
|    | Italia (bandiera) | A     | Piero Capuccilli       |
|    | Italia (bandiera) | D     | Alessandro Corvaglia   |
|    | Italia (bandiera) | A     | Riccardo Cosma         |
|    | Italia (bandiera) |       | Costantini             |
|    | Italia (bandiera) | P     | Simone Damas           |
|    | Italia (bandiera) | A     | Giuseppe Delle Donne   |
|    | Italia (bandiera) | C     | Alessandro De Pasquale |
|    | Italia (bandiera) | D     | Clemente De Siato      |
|    | Italia (bandiera) | C     | Vincenzo De Sio        |
|    | Italia (bandiera) | D     | Giuseppe De Stefano    |
|    | Italia (bandiera) | C     | Valerio Fommei         |
|    | Italia (bandiera) | D     | Paolo Galante          |
|    | Italia (bandiera) |       | Iaconi                 |
|    | Italia (bandiera) | P     | Federico Infanti       |
|    | Italia (bandiera) | D     | Carmelo La Spada       |
|    | Italia (bandiera) | C     | Giuseppe Lo Polito     |

| N. |                   | Ruolo | Calciatore           |
| -- | ----------------- | ----- | -------------------- |
|    | Italia (bandiera) | A     | Antonio Marcatti     |
|    | Italia (bandiera) | D     | Francesco Marchetti  |
|    | Italia (bandiera) | C     | Massimiliano Marzano |
|    | Italia (bandiera) | D     | Angelo Monopoli      |
|    | Italia (bandiera) | A     | Ivano Montanaro      |
|    | Italia (bandiera) |       | Murciano             |
|    | Italia (bandiera) | A     | Roberto Pesca        |
|    | Italia (bandiera) | D     | Pierluigi Perilli    |
|    | Italia (bandiera) | D     | Teodoro Piccinno     |
|    | Italia (bandiera) | A     | Claudio Pierantozzi  |
|    | Italia (bandiera) | D     | Alessandro Rizzo     |
|    | Italia (bandiera) | A     | Alessandro Romano    |
|    | Italia (bandiera) | C     | Vito Sardone         |
|    | Italia (bandiera) | D     | Matteo Siniscalco    |
|    | Italia (bandiera) | A     | Antonio Sparaci      |
|    | Italia (bandiera) | D     | Pietro Sportillo     |
|    | Italia (bandiera) | A     | Daniele Taurino      |
|    | Italia (bandiera) | C     | Claudio Zaminga      |
|    | Italia (bandiera) | D     | Gianfranco Zanotto   |